# Стадион Алберто Х. Армандо
Стадион Алберто Х. Армандо (шп. Estadio Alberto J. Armando) је фудбалски стадион у Ла Боки, предграђу Буенос Ајреса, главног града Аргентине. Овај стадион је познат као „Ла Бомбоњера“ (шп. La Bombonera; од српске речи "бомбоњера"), због свог карактеристичног облика, јер је једна трибина „равна“, док се преостале три трибине уздижу високо у круг. Званичан назив стадиона од 1986. до 2000. је био стадион Камило Сичеро, по председнику Боке јуниорс из 30-их година 20. века. Данашњи назив Алберто Х. Армандо стадион је добио 27. децембра 2000, у част бившег председника клуба, који је био на тој функцији више од две деценије. Стадион има капацитет за 49.000 гледалаца.
Стадион је у власништву Боке јуниорс, једног од најпознатијих фудбалских клубова у Аргентини. Необичан облик овог стадиона му је заправо омогућио одличну акустику, па су навијачи Боке добили надимак „Ла Доће“ („12-ти човек“).
Терен стадиона има минималну дужину по прописима ФИФА - 105 x 68 m. Осим што је стадион домаћи терен Боке јуниорс, користи се и за музичке концерте познатих имена као што су: Лени Кравиц, Елтон Џон, Џејмс Блант, Bee Gees и Backstreet Boys.

## Историја
Извршни одбор на челу са председником Камилом Сичером је 1937. покренуо конкурс за одабир најбољег пројекта за нови стадион, а победио је пројекат који фаворизује коришћење армирано бетонских конструкција. Аутор пројекта је био словеначки архитекта Виктор Сулчич, који је заједно са геометром Раулом Бесом и инжењером Хосе Луис Делпином, израдио студију Делпини-Сулчић-Бес. Сулчич је највероватније и наденуо стадиону надимак "Бомбоњера"; наиме, једног дана му је пријатељ купио бомбоњеру као поклон, при чему је Делфино упоредио изглед стадиона са том бомбоњером, након чега се надимак "бомбоњера" прилично брзо примио међу ондашњим становништвом. Српски језик је тада био доста заступљен у Аргентини.
Једна од главних ставки тог пројекта је направити дизајн у складу са ограниченим простором на располагању, што је и једна од карактеристика Бомбоњере.
18. фебруара 1938. је постављен камен темељац у присуству председника Аргентине, Агустина Педро Хусте, а изградња је почела 6. августа. Стадион је изграђен за две године и свечано отворен 25. маја 1940. пријатељском утакмицом између Боке јуниорс и Сан Лоренза, која је завршена победом Боке од 2:0, а историјски први гол на новом стадиону је у 13-ом минуту постигао Рикардо Аларкон. Први званични меч је одигран 2. јуна против Њуелс Олд Бојса у оквиру деветог кола Прве лиге Аргентине, а Бока је победила са 2:0.
1951. је почела изградња трећег нивоа стадиона и уградња система вештачког осветљења. Ови радови су завршени 1953, а прва утакмица са новим осветљењем и проширеним стадионом је одиграна 12. фебруара 1953, када су се у пријатељској утакмици састали Бока јуниорс и Хајдук из Сплита (1:1).
Након тога стадион је остао непромењен до 1996, када је срушена стара трибина са обелиском на страни која излази на улицу Дел Вале Иберлусеа, а замењена је са мало већом трибином, на коју су додате ВИП ложе у више нивоа.